# Continental AG
Continental é uma fabricante de pneus e peças automotivas com sede em Hanôver, na Alemanha.
A Continental é uma das principais marcas do setor automobilístico, tendo como principal área de influência (mercado) a Europa, tendo verificando-se um crescimento significativo nos continentes Asiático e Americano (Estados Unidos e América Latina). Esta marca, de referência na indústria automobilística, é a criadora da tecnologia que produz o atual pneu mais seguro do mundo, e é a principal fornecedora de equipamentos eletrônicos e de pneus de várias marcas conceituadas, como é o caso da Audi, Mercedes-Benz, BMW e Volkswagen, entre outras grandes montadoras de veículos.

## Histórico

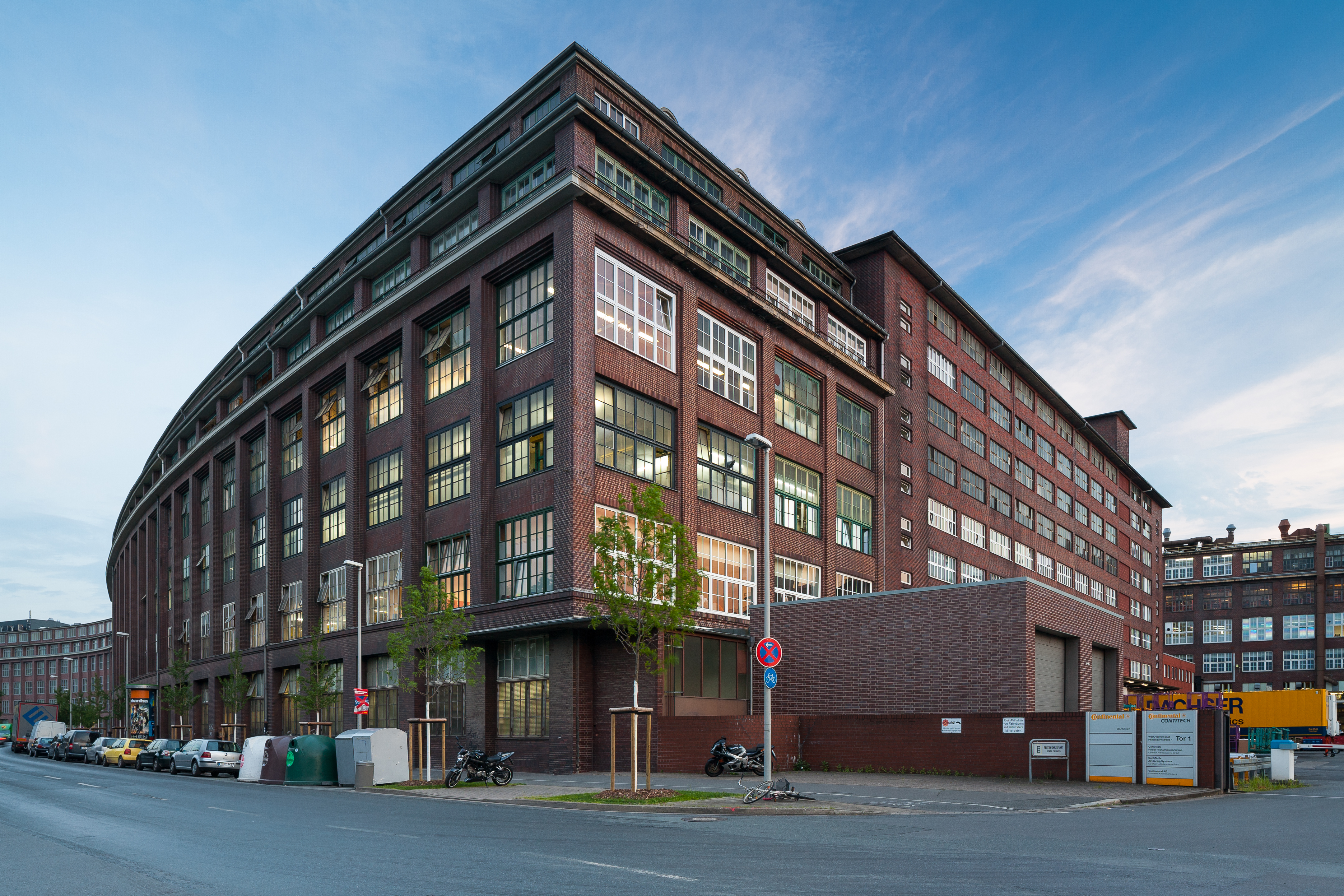
Sede da Continental em Hanôver, na Alemanha.

A Continental foi fundada em Hanôver em 1871 como uma sociedade por ações "Continental- Caoutchouc- und guta-percha Compagnie". A sua fabricação principal na fábrica em Hanôver incluía produtos suaves de borracha, tecidos emborrachados, e pneus maciços para carruagens e bicicletas.
Em 1898, os êxitos iniciais no desenvolvimento e produção foram comemorados com a produção de pneus sem desenho de piso (lisos), para automóveis. No virar do século, o primeiro dirigível alemão LZ1 utiliza material de borracha Continental para vedação dos recipientes de gás. Em 1904, tornou-se na primeira companhia mundial a desenvolver e a produzir pneus para automóveis com desenho de piso e em 1905 iniciou a produção de pneus antiderrapantes com rebites percursores dos pneus para neve com pinos, semelhante aos pneus com pregos posteriores, e três anos mais tarde, inventou a jante desmontável para automóveis ligeiros, permitindo assim, a economia de tempo e de esforço na mudança do pneu. Em 1909, o aviador francês Louis Blériot, efetua a primeira travessia aérea do canal da Mancha. A fuselagem e asas do seu avião foram revestidas com material da marca Continental.
No final de 1920, a empresa fundiu-se com as principais empresas de produção de borracha para formar assim, a "Continental Gummi — Weke AG".
Em 1951 iniciamos a produção de correias transportadores com telas metálicas. Em 1955, formos a primeira empresa a desenvolver molas para caminhões e autocarros. A produção em série de pneus radiais ligeiros começou em 1960. Cerca de 30 anos depois, trouxemos, para o mercado, os primeiros pneus ecológicos para veículos de passageiros.
Em 1955, a divisão "Automotive Systems" foi fundada com a finalidade de intensificar a atividade comercial e desenvolvimento de sistemas automotivos para a indústria automóvel. Apresentamos, em 1997. a tecnologia-chave para sistemas ecológicos de arranque do motor e geradores convencionais, de híbridos.
Hoje, a Continental está entre os 5 maiores fornecedores mundiais da indústria automóvel. Como fornecedor de sistemas de travagem, sistemas e componentes para acionamentos e chassis, instrumentação, soluções de infotainment, eletrónica de veículos, pneus e elastômeros técnicos, a Continental contribui para uma maior segurança na condução e na proteção ambiental global. A Continental é também um parceiro competente na comunicação automobilística em rede.

## Grupo Continental

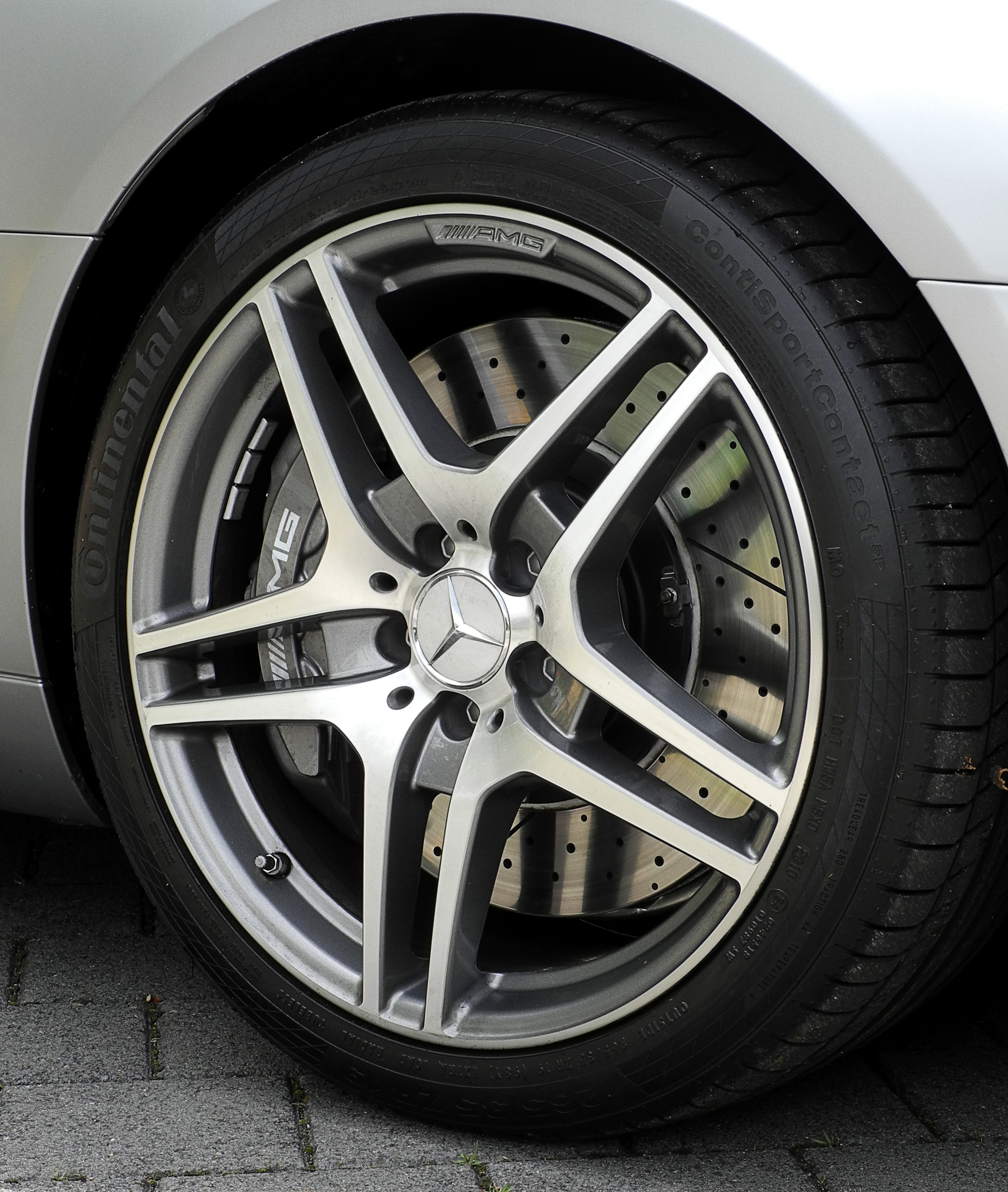
Pneu da Continental AG.

O Grupo Continental é dividido em "Sistemas Automotivos" e "Componentes de Borracha", e consiste em cinco divisões:
- Chassis & Safety, onde se concentra em tecnologias modernas para a segurança ativa e passiva e de dinâmica do veículo.
- Vitesco Technologies, a divisão de Powertrain, que representa soluções de sistemas inovadores e eficientes para motores do presente e do futuro, para os veículos de todas as categorias.
- Interior, que combina todas as atividades relacionadas com a apresentação e gestão de informações do veículo.
- Pneus, onde oferece os pneus certos para cada aplicação — desde veículos de passageiros e caminhões e autocarros, até veículos especiais, motos e bicicletas. A Continental Pneus representa uma excelente transmissão de forças, um rastreamento excepcionalmente confiável em todas as condições meteorológicas e um custo elevado de eficácia.
- ContiTech, que desenvolve e produz peças funcionais, componentes e sistemas para a indústria automóvel e para outras indústrias-chave